# Scriptorium (Zeitschrift)
Scriptorium ist die führende internationale Zeitschrift für Kodikologie. Sie wurde 1946 von Camille Gaspar, Frédéric Lyna und François Masai gegründet. Ursprünglich an der Bibliothèque royale de Belgique von Brüssel geführt, ist die redaktionelle Betreuung der Zeitschrift jetzt dem Institut de recherche et d’histoire des textes (IRHT) in Paris anvertraut. Die Betreuung des kodikologischen Bulletins erfolgt weiter in Brüssel beim Centre International de Codicologie (CIC) ASBL mit Sitz in der Bibliothek.
Besondere Bedeutung hat das Bulletin Codicologique, eine mit der Zeitschrift verbundene laufende Bibliographie zu allen Aspekten der Handschriftenkunde und zum Verbleib von mittelalterlichen Manuskripten, die auf Auktionen angeboten wurden, soweit die Redaktion dies ermitteln konnte und die Erwerber mit einer Nennung einverstanden sind. Es wurde von Martin Wittek 1959 ins Leben gerufen. Heute können die Indizes der Zeitschrift und des Bulletin online in einer Datenbank konsultiert werden. Die bibliographischen Einträge ab 2000 bis 2009 sind auch im Volltext zugänglich.